# Wiebke Göetjes
Wiebke Göetjes is een Nederlands sopraan en operazangeres. Zij speelde diverse hoofdrollen in Italiaanse opera's zoals Nabucco, Aida, Turandot, Tosca en Duitse opera's zoals Die Walküre, Tannhäuser, Fidelio, Ariadne auf Naxos en Der fliegende Holländer.

## Opleiding
Göetjes studeerde aan het Conservatorium van Utrecht bij docente Marianne Blok en behaalde in 1992 haar UM-diploma. Gelijktijdig deed zij de operaklas van het Koninklijk Conservatorium in Den Haag, waar zij onder de leiding van Kenneth Montgomery onder andere Lady Billows in Albert Herring van Benjamin Britten en Leonore in The Long Christmas Dinner van Paul Hindemith zong. Na haar afstuderen volgde ze een paar jaren privé lessen bij Cristina Deutekom.

## Loopbaan
Na haar eindexamen werd Göetjes gecontracteerd voor de rol van Carlotta Giudicelli in de Nederlandse productie van Andrew Lloyd Webbers The Phantom of the Opera, een rol die zij in twee jaar zo'n zeshonderd maal vertolkte.

In 1995 werd zij geëngageerd door het Staatstheater van Meiningen, Duitsland, waar zij debuteerde als Aida in de opera Aida van Giuseppe Verdi en in de vier jaar dat ze er bleef vele hoofdrollen vertolkte waaronder Tosca, Aida, Elisabeth in Tannhäuser, Leonore in Fidelio, Senta in Der Fliegende Holländer, Ariadne in Ariadne auf Naxos, Donna Anna in Don Giovanni, Konstanze in Die Entführung aus dem Serail, Dolly in Sly,
en werkte zij samen met bekende regisseurs als Peter Konwitschny (Aida), Pet Halmen (Tannhäuser), Brigitte Fassbaender (Ariadne auf Naxos), Rosamund Gilmore (Tannhäuser), Christoph Nel (Die Walküre) en Arila Siegert (Aida).

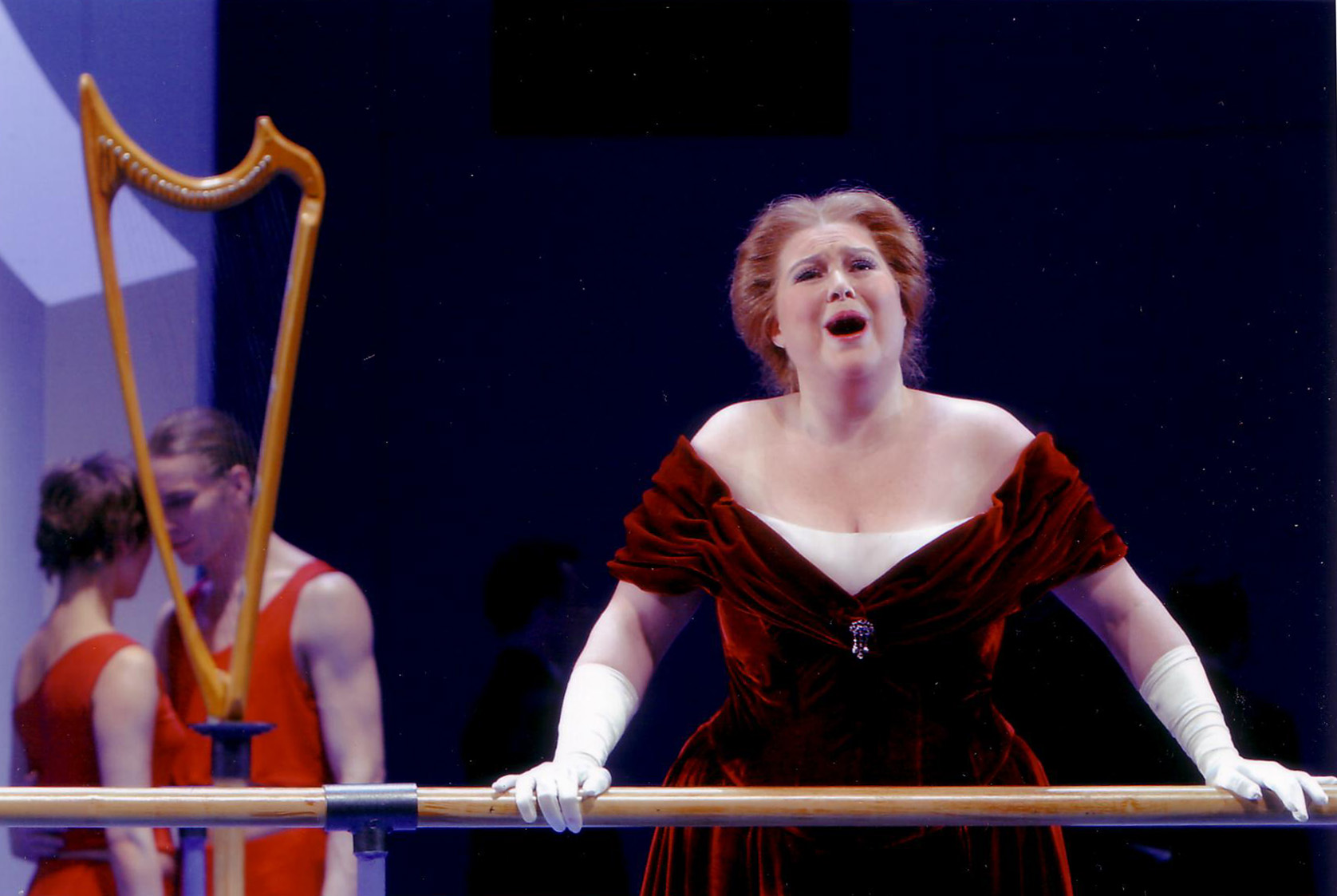
Als Elisabeth in Tannhäuser

Na Meiningen te hebben verlaten werd Göetjes in 2000 geëngageerd door het Staatstheater Stuttgart om mee te doen in Der Ring des Nibelungen van Richard Wagner. Zij zong de rol van Ortlinde. In het seizoen 2000-2001 debuteerde Göetjes als Turandot in de opera Turandot van Giacomo Puccini in het theater van Pforzheim.
In het seizoen 2001-2002 zong zij Leonore in de opera Fidelio van Ludwig van Beethoven in het Opernhaus Halle en was zij te zien en te horen in de titelrol van de opera  Aida van Giuseppe Verdi bij het Volkstheater Rostock. Het seizoen 2002-2003 was Göetjes - buiten een herneming van Aida en Walküre - voor diverse producties geëngageerd bij het Staatstheater Kassel; zij vertolkte de titelrol in de opera Madama Butterfly van Giacomo Puccini en Elisabeth in de opera Tannhäuser van Richard Wagner, waarvan herneming in 2004.
In Kassel was zij dat seizoen tevens speciale gast voor de rol van Madame Dilly in de musical van Leonard Bernstein. Bij het zomerfestival op het Gut Immling am Chiemsee vertolkte zij de rol van Antonia in Hoffmanns Erzählungen van Jacques Offenbach. Voor deze rol kreeg zij de TZ-Rose van de Duitse Tageszeitung voor de "Beste Künstlerische Darstellung" en werd zij gekozen tot Publikumsliebling (favoriet van het publiek).
In het voorjaar 2004 debuteerde Göetjes bij de Staatsopera in Praag als Abigaille in Nabucco van Giuseppe Verdi en zong zij de rol van Turandot in Turandot van Giacomo Puccini.
In het seizoen 2006-2007 zong zij de rol van mevrouw Swout in de wereldpremière van de Nederlandse opera Alzheimer van de componist Chiel Meijering.
In het daaropvolgende seizoen 2007-2008 maakte Göetjes haar debuut bij de Bangkok Opera als Brünnhilde in Der Ring des Nibelungen/Die Walküre van Richard Wagner. Tevens zong zij als Tosca in Duitsland.
In oktober 2008 was Göetjes te horen als Lady Macbeth in een door het Amsterdams Opera Koor in het Concertgebouw gegeven concertante uitvoering van de opera Macbeth van Giuseppe Verdi.
Dat jaar maakte Göetjes tevens een tournee met het Philharmonisch Orkest van Halle met de Vier letzte Lieder van Richard Strauss die zij reeds eerder in Meiningen had gezongen, zong zij veelvuldig de sopraanpartij in de Messa da Requiem van Giuseppe Verdi - waaronder in het Concertgebouw - en vertolkte zij de soli in Mahlers symfonie nr. 4 bij de Vogtland Philharmonie en in Meiningen waar zij ook Symfonie nr. 2 van Gustav Mahler zong.
In seizoen 2009/2010 was Göetjes te horen als soliste bij diverse opera gala’s in Duitsland, onder andere met Frank van Aken en Tichina Vaughn in Heidelberg en in het Concertgebouw met het Amsterdams Operakoor. Tevens maakte zij haar debuut in de opera’s Carmen van Bizet en Les Mamelles de Tirésias van F.Poulenc in door haar zelf georganiseerde producties. In het operafestival Alden Biesen België maakte zij haar opwachting als Bertha in de opera Il Barbiere di Siviglia van G.Rossini en als moeder Gertrud & Hexe in de opera Hänsel&Gretel van E.Humperdinck.

## Overige werkzaamheden
In seizoen 2004-2005 was Göetjes als gastdocente verbonden aan het Koninklijk Conservatorium te Den Haag. Sinds 2008 is zij een regelmatige vervangster van Annett Andriesen op het Sweelinck Concervatorium te Amsterdam. Met haar begeleider Gilbert den Broeder geeft zij geregeld Lied- en Operarecitals in binnen- en buitenland.